# DMMDA
2,5-Диметокси-3,4-метилендиоксиамфетамин (DMMDA или DMMDA-1) — малоизвестный психоделический наркотик из химических классов фенэтиламина и амфетамина. Впервые он был синтезирован Александром Шульгиным и описан в его книге PiHKAL. Шульгин указал дозировку 30–75 мг и продолжительность действия 6–8 часов. Он сообщил, что DMMDA вызывает LSD-подобные образы, мидриаз, атаксию и замедление времени. DMMDA не часто упоминается в литературе за пределами PiHKAL, в отличие от 2C-B.

## Фармакология
Механизм галлюциногенных эффектов DMMDA конкретно не установлен. В PiHKAL Шульгин утверждает, что субъективные эффекты 75 миллиграмм DMMDA эквивалентны эффектам 75–100 микрограмм LSD. LSD является хорошо известным частичным агонистом рецептора 5-HT2A. Это может указывать на то, что DMMDA является классическим психоделиком, который также является агонистом или частичным агонистом рецептора 5-HT2A.

## Химия
Шульгин объясняет в своей книге, что DMMDA имеет 6 изомеров, похожих на TMA. DMMDA-2 — единственный другой изомер, который был синтезирован на данный момент. DMMDA-3 может быть получен из экзалатацина (1-аллил-2,6-диметокси-3,4-метилендиоксибензола). Экзалатацин можно найти в эфирном масле как Crowea exalata, так и Crowea angustifolia var. angustifolia. Другими словами, экзалатацин является изомером как апиола, так и диллапиола, которые могут быть использованы для получения DMMDA и DMMDA-2 соответственно. Кроме того, еще один изомер DMMDA может быть получен из псевдодиллапиола или 4,5-диметокси-2,3-метилендиоксиаллилбензола. Последние два изомера DMMDA — это 5,6-диметокси-2,3-метилендиоксиамфетамин и 4,6-диметокси-2,3-метилендиоксиамфетамин.

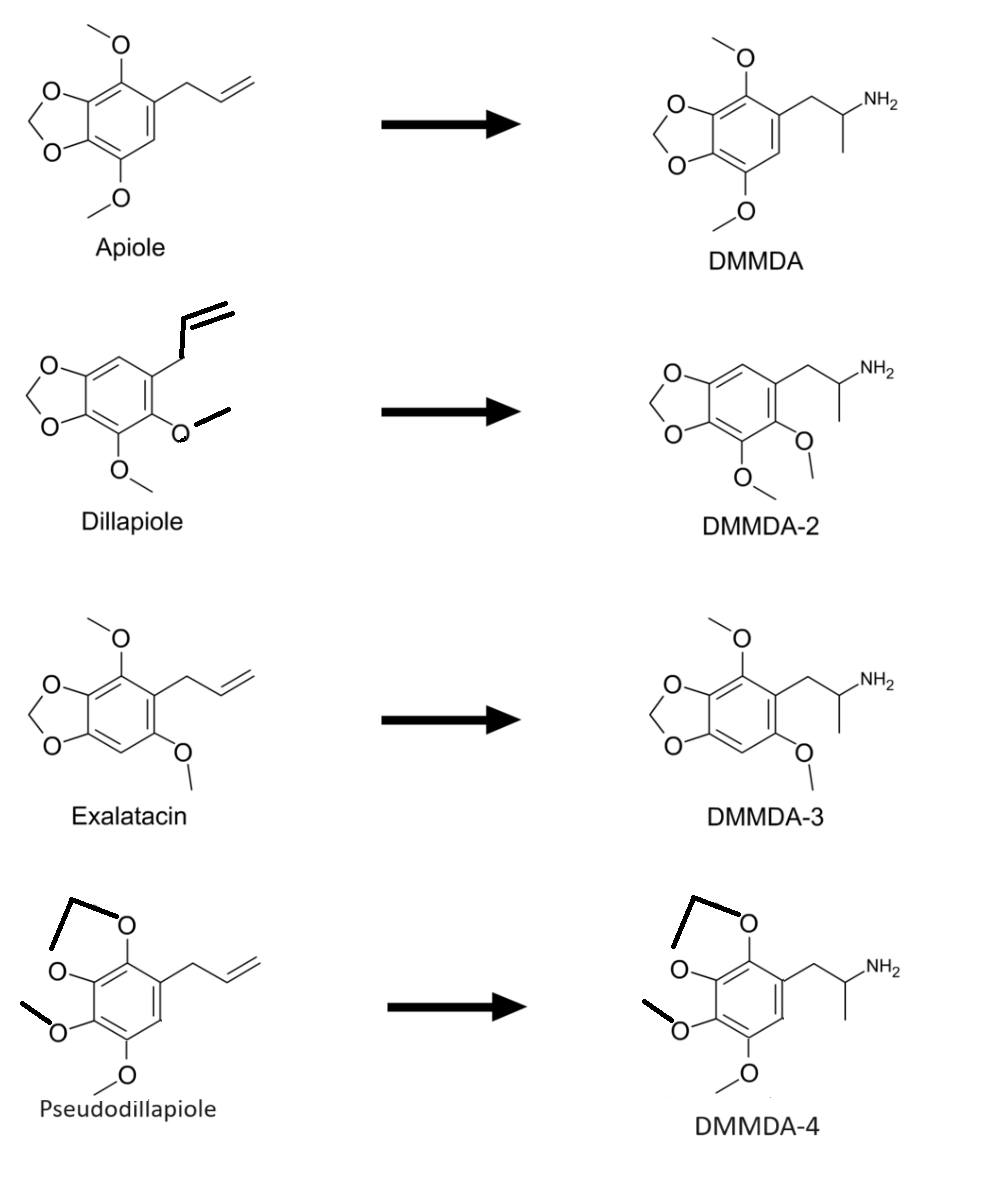
Прекурсоры в синтезе DMMDA и его региоизомеров.

Как и все другие соединения амфетамина, DMMDA и его региоизомер имеют два энантиомера из-за того, что метильная группа находится в альфа-положении этильной группы в позиции номер 1 на бензольном кольце.

## Синтез Шульгина
Шульгин описывает синтез DMMDA из апиола в своей PiHKAL. Апиол подвергается реакции изомеризации для получения изоапиола путем добавления к раствору этанольного гидроксида калия и выдерживания раствора на паровой бане. Затем изоапиол нитруется посредством конденсации Кнёвенагеля до 2-нитроизоапиола или 1-(2,3-диметокси-3,4-метилендиоксифенил)-2-нитропропена путем добавления его к перемешиваемому раствору ацетона и пиридина при температуре ледяной бани и обработки раствора тетранитрометаном. Пиридин действует как катализатор в этой реакции. 2,5-диметокси-3,4-метилендиоксибензальдегид также может быть использован в качестве прекурсоров на этом этапе синтеза. 2-нитро-изоапиол в конце концов восстанавливается до свободного основания DMMDA путем добавления его к хорошо перемешиваемой и рефлюксной суспензии диэтилового эфира и алюмогидрида лития в инертной атмосфере. Восстановление также может быть достигнуто с помощью водорода под давлением. В конце концов, свободное основание DMMDA превращается в его гидрохлоридную соль.

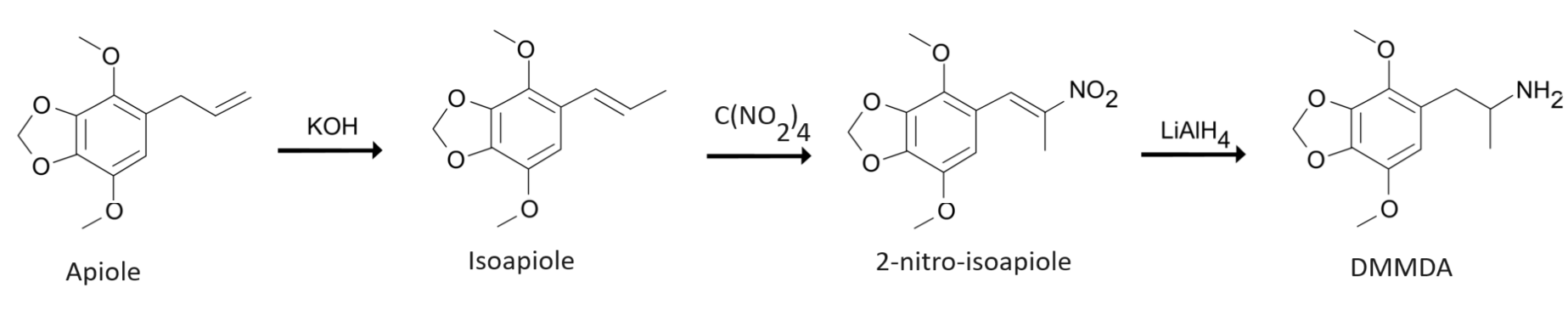
Синтез FMMDA Александра Шульгина.

## Современные методы синтеза
Синтез DMMDA Шульгиным можно обоснованно считать небезопасным, по крайней мере по современным стандартам, поскольку он использует тетранитрометан для своей реакции нитрования, которая является токсичной, канцерогенной и склонной к детонации. DMMDA можно получить из апиола другими более безопасными методами. Среди других методов, DMMDA можно синтезировать из апиола через промежуточный химический продукт 2,5-диметокси-3,4-метилендиоксифенилпропан-2-он или DMMDP2P таким же образом, как MDA получают из сафрола.

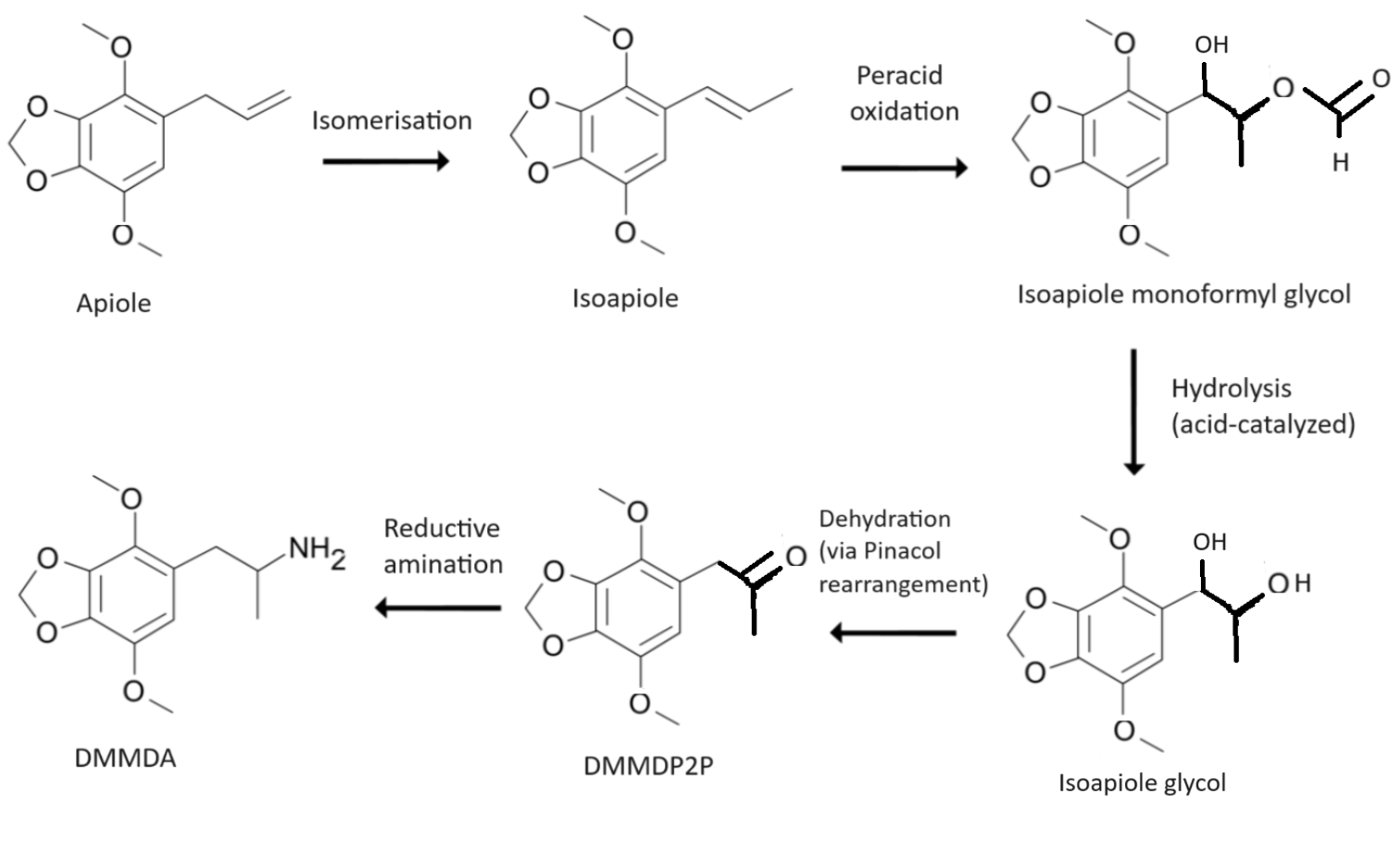
Современный синтез DMMDA

DMMDP2P можно получить из апиола через окисление Вакера с бензохиноном. DMMDP2P можно получить альтернативным способом, подвергая апиол реакции изомеризации с получением термодинамически более стабильного внутреннего алкена, изоапиола, с последующим окислением надкислотой и, наконец, гидролитической дегидратацией. Окисление надкислоты может быть достигнуто путем объединения перекиси водорода с муравьиной кислотой для создания надкислоты, которая в данном случае является надуксусной кислотой. Гидролиз обычно катализируется кислотой с серной кислотой, поскольку серная кислота также приведет к дегидратации промежуточного изоапиолмоноформилгликоля до DMMDP2P. Таким образом, для гидролиза и дегидратации требуется только один реагент, серная кислота, и обе реакции могут быть выполнены в одном и том же реакционном сосуде. Дегидратация является результатом пинакольной перегруппировки. Затем DMMDP2P может быть подвергнут восстановительному аминированию с источником азота, таким как хлорид аммония или нитрат аммония, и восстановителем, таким как цианоборогидрид натрия, амальгамой ртути и алюминия или сжатым водородом, для получения свободного основания DMMDA.

## Общая информация о синтезе

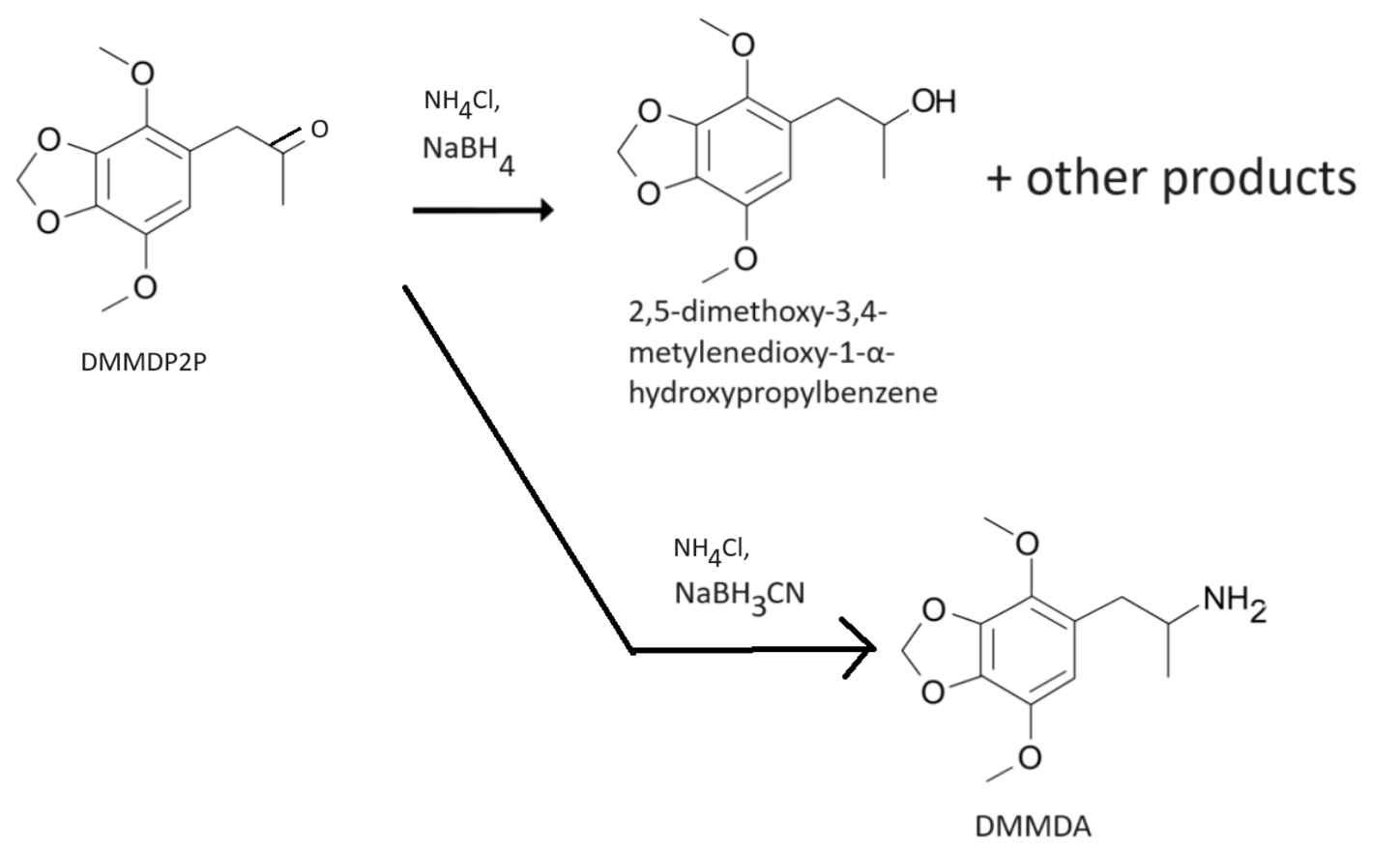
Восстановительное аминирование DMMDP2P

Боргидрид натрия обычно не используется в качестве восстановителя, поскольку он намного сильнее цианоборогидрида натрия; это обычно приводит к побочным продуктам, таким как 2,5-диметокси-3,4-метилендиокси-1-α-гидроксипропилбензол, в дополнение к желаемому DMMDA. Восстановительное аминирование является экзотермической реакцией. Таким образом, необходимо использовать различные методы охлаждения реакционной смеси, чтобы предотвратить перегрев; это может быть достигнуто, например, с помощью большого количества растворителя или ледяной бани. Использование ртутной амальгамы небезопасно из-за хорошо известного токсического воздействия ртути на центральную нервную систему. В дополнение к перуксусной кислоте, другие перкислоты могут быть использованы для перкислотного окисления изоапиола и аналогов изоаллилбензола в целом. Например, сочетание азотной кислоты с перекисью водорода приведет к той же реакции.